# Klouchino
| \| Localisation de Klouchino. · Klouchino \| Localisation de Klouchino. |
| Localisation de Klouchino. · Klouchino                                  |

Klouchino (en russe : Клушино, en polonais : Kłuszyn) est un village russe de l'oblast de Smolensk situé entre Viazma et Mojaïsk.

## Histoire
Site historique de la bataille de Klouchino qui s'y déroula le 4 juillet 1610, lors de la guerre polono-russe (1605-1618),
Ce village est également le lieu de naissance de Youri Gagarine (1934-1968), premier homme à voyager dans l'espace, à qui est consacrée la maison natale musée de Youri Gagarine.
La ville de Gjatsk située à une dizaine de kilomètres au sud, fut d'ailleurs rebaptisée Gagarine en son honneur, l'année même de sa mort en 1968.